# Rożnowo Łobeskie
Rożnowo Łobeskie (niem. Rosenow) – wieś sołecka w Polsce położona w województwie zachodniopomorskim, w powiecie łobeskim, w gminie Łobez.
W latach 1975–1998 miejscowość administracyjnie należała do województwa szczecińskiego.

## Zabytki
- pałac, park pałacowy[3]